# Reidispongia
Reidispongia is een geslacht van sponsdieren uit de klasse van de Demospongiae (gewone sponzen). 

## Soorten
- Reidispongia coerulea Lévi & Lévi, 1988
- Reidispongia tuberculata Schlacher-Hoenlinger, Pisera & Hooper, 2005